# A Split-Second
A Split-Second es una banda belga de EBM o Electronic Body Music . El dúo formado por Marc Heyndrickx y Peter Bonne (bajo el nombre artístico de Chrismar Chayell) debutó en 1986 y llegaron a lo más alto de su carrera en 1991, pero el proyecto de A Split-Second continuó en solitario únicamente con Heyndrickx después de esa fecha. Realizaron una gira en Suecia en 1994 volviendo así a los escenarios. Desde 2009 suelen actuar regularmente.
Tras la firma con la discográfica Antler Records, A Split-Second debutó con el sencillo "Flesh". El lanzamiento fue seguido el año siguiente con otro single "Rigor Mortis" y el álbum Ballistic Statues.
En 1988, firmaron con la discográfica norteamericana Wax Trax!, y lanzaron los álbumes A-Split Second y From The Inside en los EE. UU. El sencillo "Rigor Mortis", "Mambo Witch" y "Colosseum Crash" (caracterizado vocalmente por Dead Kennedys frontman Jello Biafra) también se convirtieron en grandes hits de las listas. Dos nuevos miembros Fedjean Venvelt (guitarras) y Peter Boone (teclados) se unieron a la banda para su primera gira en EE. UU.
Su álbum en 1990, Kiss of Fury, presentó el corte "The Parallax View", el cual se convirtió también un exitoso sencillo y vio como la banda se movió más allá del sonido puramente de guitarra. Nico Mansy (teclados) se incorporó a la banda en su segundo tour en EE. UU. "Flesh" alcanzó el puesto 68 de la lista de singles en diciembre de 1991.
En 1991, Bonne se involucró en otro proyecto, Wasteland, el cual se convertiría para él más importante incluso que A-Split Second. El dúo A-Split Second se separó en 1994, con Ickx continuando A-Split Second como proyecto en solitario. Dos álbumes más fueron lanzados, Vengeance C.O.D. en 1993 y Megabite en 1995.
El sencillo de debut de A-Split Second, "Flesh", se catalogó como uno de los primeros de género New Beat.  Dicen que el este estilo nació por accidente, cuando Marc Grouls, dj de una disco comercial de nombre Prestige, estaba escuchando discos de importación en una tienda de vinilos y sin querer puso el “Flesh” de A Split Second a 33 rpm, en vez de hacerlo a 45 rpm que es como debía sonar el disco. Ante el asombro de sus colegas allí presentes se quiso dar a este dj de Amberes el honor de ser la persona que inventó el New Beat con el sencillo "Flesh" casi por error. Pero también existen otros rumores sobre le nacimiento del New Beat, como el que sitúan al francés Jean-Claue Maury como la primera persona que lo descubrió, poniendo el “Flesh” a 33 rpm, pero posiblemente y debido a su procedencia gala, la gente se apresuró a afirmar que Marc Grouls fue el verdadero descubridor del estilo belga. Este hecho de cambiar las revoluciones del vinilo (de 45 rpm a 33 rpm), sentó de precedente en muchos sets donde el New Beat era el auténtico protagonista.".

The Colosseum Crash, Rigor Mortis, Mambo Witch y Flesh fueron de las canciones más escuchadas en las discotecas de música electrónica de Madrid de principio de los 90s como Attica, New World o la Discoteca Radical, de la Ruta Destroy Valenciana y este último, Flesh, fue además la canción de cabecera del programa La quinta marcha que Telecinco emitió desde 1990 a 1993.

En 2002, Perfecto Records publicó "Flesh" progressive trance remix producido por Paul Oakenfold.

## Discografía

### Álbumes
- Stained Impressions (1985)
- Ballistic Statues (1987)
- ... from the Inside (1988)
- Kiss of Fury (1990)
- Flesh and Fire – 1991 Remixes (1991)
- Introversion (Lay Back and Join) (1991)
- Vengeance C.O.D. (1993)
- Megabite (1995)
- Transmix (2001)

### Singles
- "Flesh" (1986)
- "Rigor Mortis" (1987)
- "Smell of Buddha" (1987)
- "Mambo Witch" (1988)
- "Scandinavian Bellydance" (1988)
- "The Colosseum Crash" (1989)
- "Another Violent Breed" – The Live Versions (1989)
- "Firewalker" (1990)
- "Backlash" (1990)
- "The Parallax View" (1991)